# Claude Bréart de Boisanger
Pour les articles homonymes, voir Famille Bréart de Boisanger et Bréart.
Claude Bréart de Boisanger, né le 25 octobre 1899 à Versailles et mort le 7 septembre 1999 à Paris, est un diplomate français, administrateur général de la Comédie-Française de 1959 à 1960. Il est le frère d'Yves Bréart de Boisanger.

## Biographie
Après des études à Stanislas, il choisit la carrière diplomatique. Il est nommé consul général de France à San Francisco en 1941, puis il est rattaché au gouverneur général de l'Indochine française, l'amiral Jean Decoux, pour gérer les relations entre l'Indochine et les pays du Pacifique.
Il est membre de la Commission de Conciliation pour la Palestine en 1948, puis il est chargé des Affaires de l'Amérique à l'Administration centrale en 1951.
Boisanger est ambassadeur de France en Tchécoslovaquie de 1953 à 1959.
Claude de Boisanger est administrateur général de la Comédie-Française d'avril 1959 à janvier 1960. Sa nomination est très mal accueillie par le monde du théâtre et André Malraux finit par mettre fin à ses fonctions. Boisanger, qui n'a commis aucune faute grave, saisit le Conseil d'État qui annule le décret pour excès de pouvoir. Malraux signe alors un nouveau décret à nouveau annulé par le Conseil d'État. Boisanger demande sa mise à la retraite face à la situation. Il publia en 1964 ses souvenirs.

## Ouvrages
- « Neuf mois a la Comédie-Française » (Nouvelles Éditions latines, 1964)
- « On pouvait éviter la guerre d'Indochine : souvenirs 1941-1945 » (préface de M. Jacques Chastenet, Paris, A. Maisonneuve, 1977), prix Thérouanne de l’Académie française en 1978
- « Vivre en Russie au temps de la N.E.P. » (Librairie d'Amérique et d'Orient J Maisonneuve, 1981)